# Hrimgrimnir
Hrimgrimnir (stnord. Hrímgrímnir = "mrazom zamaskiran") je u nordijskoj mitologiji div koji živi u podzemlju. Divici Gerd se prijetilo da će on biti njezin muž, što se ipak na njenu sreću nije dogodilo. Spomenut je i na popisu divova.